# 1009
Початок Високого Середньовіччя  •  Епоха вікінгів  •  Золота доба ісламу  •  Реконкіста  •  Київська Русь

## Геополітична ситуація
Візантію очолює Василій II Болгаробійця. Генріх II є імператором Священної Римської імперії.
Королем Західного Франкського королівства є, принаймні формально, Роберт II Побожний.
Апеннінський півострів розділений між численними державами: північ належить Священній Римській імперії,  середню частину займає Папська область, на південь від Римської області  лежать невеликі незалежні герцогства,   півдненна частина півострова належать Візантії. Південь Піренейського півострова займає Кордовський халіфат, в якому розпочалася внутрішня міжусобиця. Північну частину півострова займають християнські королівство Леон (Астурія, Галісія), де править Альфонсо V, Наварра (Арагон, Кастилія) та Барселона.
Королівство Англія очолює Етельред Нерозумний.
У Київській Русі триває правління Володимира. У Польщі править Болеслав I Хоробрий.  Перше Болгарське царство частково захоплене Візантією, в іншій частині править цар Самуїл. У Хорватії триває правління Крешиміра III та Гойслава.  Королівство Угорщина очолює Стефан I.
Аббасидський халіфат очолює аль-Кадір, в Єгипті владу утримують Фатіміди, в Середній Азії — Караханіди, у Хорасані — Газневіди. У Китаї продовжується правління династії Сун. Значними державами Індії є Пала, Пратіхара, Чола. В Японії триває період Хей'ан.

## Події
- Місіонер Бруно Кверфуртський загинув у Пруссії. У зв'язку з його смертю в літописах уперше згадується Литва.
- Зникла Династія ранніх Ле. У В'єтнамі розпочала правління самостійна династія Лі.
- Внаслідок заворушень у Кордові кордовським халіфом став Сулейман II. Попередній халіф Хішам II утік в Толедо.
- Фатімідський халіф Аль-Хакім вчинив різню християн в Єрусалимі й знищив Храм Гробу Господнього.
- Розпочався понтифікат Сергія IV.